# نيفين خاليجي
نيفين خاليجي (بالتركية: Nevin Halıcı)‏ (ولدت في عام 1941 في مدينة قونية) باحثة في ثقافة وأطعمة المطبخ التركي وكاتبة تركية.
يعد والد نيفين هو صبري خاليجي ووالدتها هي السيدة خاليجي. وشقيق نيفين هو الشاعر، والكاتب والسياسي السابق فايزي خاليجي وعمتها هي النائبة إمريهان خاليجي وخالتها هي أستاذ علم الإجتماع نيلجون تشلبي.

## تعليمها
تخرجت نيفين خاليجي من مدرسة «خبرات» الإبتدائية للبنات بقونية في عام 1952 ، وتخرجت أيضاً من معهد البنات بقونية في عام 1960. وخلال أعوام 1970 – 1975 درست الإقتصاد المنزلي والتغذية في جامعة غازي بأنقرة. وفي عام 1986 حصلت على دبلوم «شهادة فن المطبخ» من مدينة النقابات بمعهد لندن في إنجلترا. وفي عام 1991 أنهت نيفين خاليجي تعليمها العالي من خلال بحث بعنوان «دراسة عن الأطعمة الشتوية التي تُعد في الماضي والحاضر في قونية» وذلك في جامعة سلجوق. وفي عام 1997 حصلت على الدكتوراه بأطروحة بعنوان «دراسة عن أطعمة ساحل البحر الأسود» وذلك في جامعة غازي.

## حياتها العملية
بدأت نيفين خاليجي العمل في عام 1975 كمعلمة للتغذية في مدينة كيزيلجاهامام. وبعد أن عملت نيفين خاليجي في عدة مدارس ثانوية مثل مدرسة «الخبرات» الفنية للبنات بمحافظة إزمير، والمدرسة المهنية الثانوية للبنات بكارشياكا بإزمير، والمدرسة المهنية للبنات بقونية، والمدرسة المهنية للبنات بتشومرا، ومدرسة محمد عاكف الإبتدائية بقونية ومدرسة ميرام المهنية للبنات قد تقاعدت في عام 1999.

## أعمالها
•	أطعمة قونية التقليدية (1979)
•	أطعمة ساحل بح إيجة (1981)
•	أطعمة منطقة البحر الأبيض المتوسط (1983)
•	المطبخ التركي (1985 – 1990)
•	كتاب الطبخ التركي لنيفين خاليجي (1989)
•	أطعمة منطقة جنوب شرق الأناضول (1991)
•	المطبخ التركي التقليدي من الطبق للصينية (1999)
•	دراسة حول الأطعمة الشتوية في قونية (2000)
•	أطعمة منطقة البحر الأسود (2001)
•	المطبخ الصوفي (2005). لندن: دار الساقي
•	أطعمة قونية وثقافة المطبخ بقونية (2005)
•	المطبخ الملكي (2007). إسطنبول: دار نشر ثقافة مترو
•	المطبخ التركي (2009). إسطنبول: دار نشر أوغلاك
•	مطبخ قونية (2011)
•	قاموس مفسر لمصطلحات الطعام والمطبخ (2013). إسطنبول: دار نشر أوغلاك
•	نيفين خاليجي في كتاب الطبخ التركي (1990)

## نجاحها وجوائزها ووظائفها
حازت نيفين خاليجي على «جائزة كتاب طبخ جورماند» عن كتاب المطبخ الصوفي. وعلاوة على ذلك حازت على جائزة الكتاب العالمي في تصنيف «أفضل كتاب في فن الطهي لهذا العام» عن كتاب «القاموس المفسر لمصطلحات الطعام والمطبخ». وتمتلك نيفين خاليجي العديد من الإنجازات والجوائز. وكانت تعمل نيفين خاليجي في عدة معارض متنوعة كطاهية كما أنها كانت تعقد معارض تتعلق بالمطبخ التركي. كما أنها أعدت قائمة لبرامج مثل الندوة الثقافية. وكانت لاتزال تكتب مقالات بالعمود في ملحق «الأحد» بجريدة «الوقت». وكانت تقدم وتعقد مؤتمرات وندوات وعروض تدريبية في مختلف المؤسسات والمنظمات.

## معرض الصور

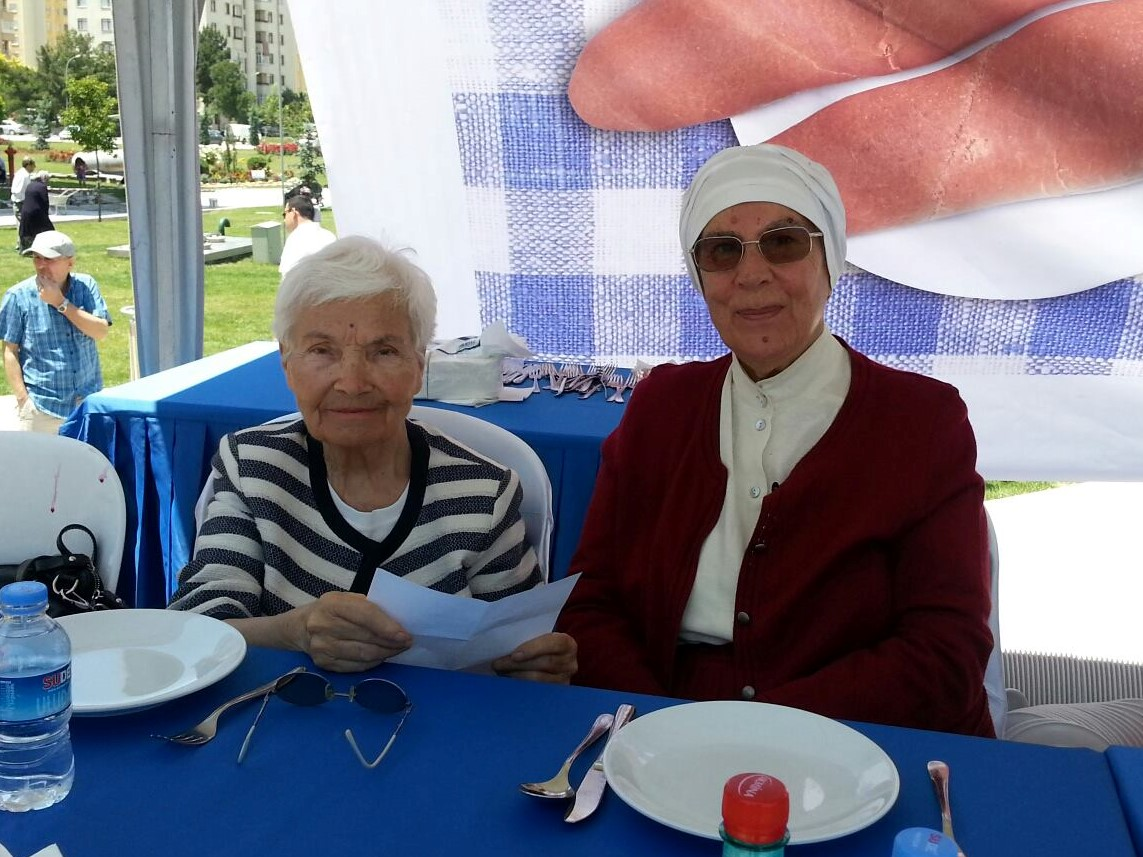
نيفين خاليجي مع الأستاذ الدكتور عائشة بايسال

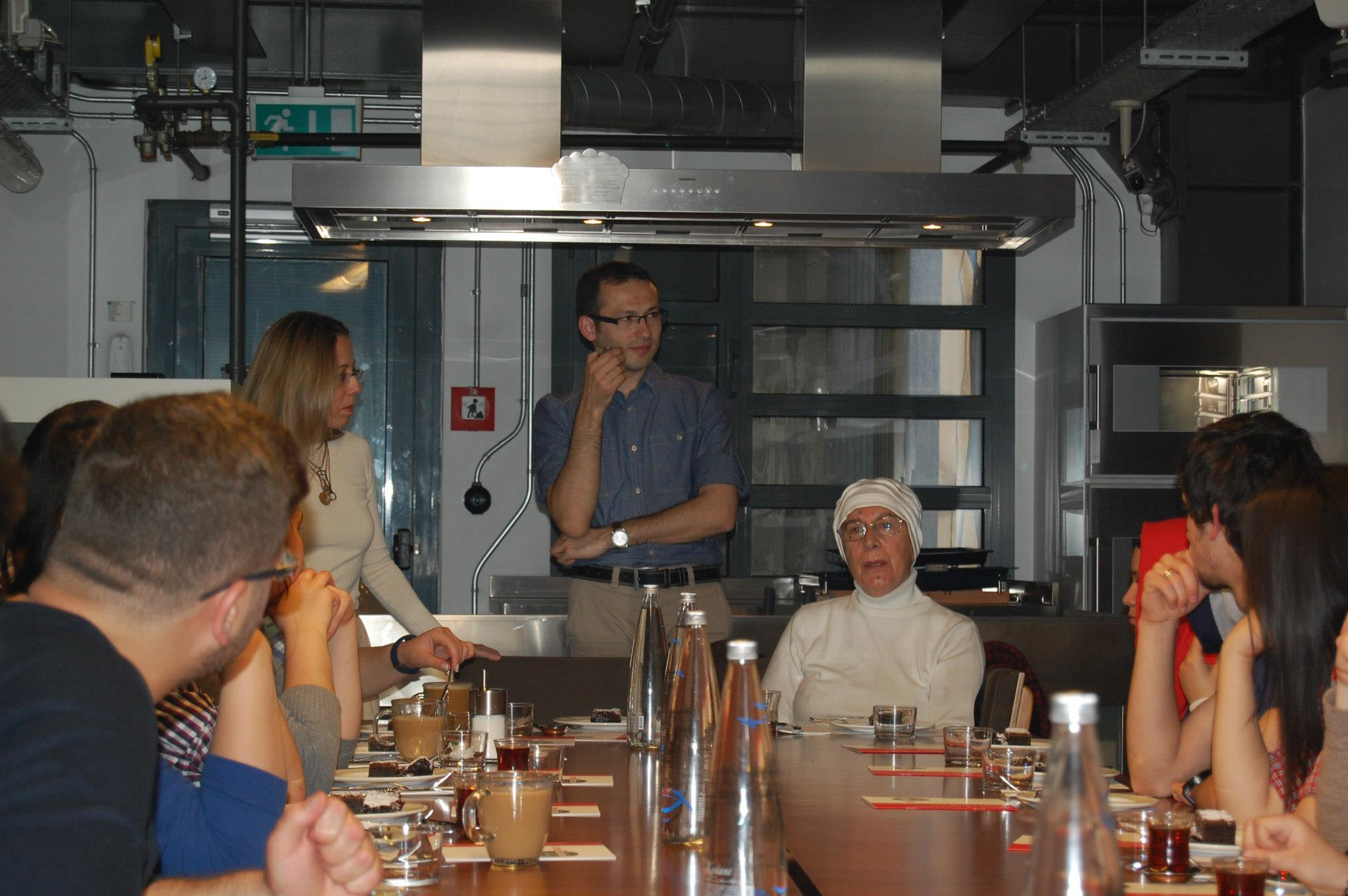
حينما التقت نيفين خاليجي مع طلاب برنامج الطبخ بجامعة أولوداغ